# Comuna Târnova, Arad
Târnova (în maghiară: Tornova) este o comună în județul Arad, Crișana, România, formată din satele Agrișu Mare, Arăneag, Chier, Drauț, Dud și Târnova (reședința). Primarul Florin Farcașiu a fost reales după un al doilea scrutin, fiind deja în funcție de 22 de ani.

## Demografie
Componența etnică a comunei Târnova
     Români (75,98%)
     Ucraineni (8,55%)
     Romi (2,12%)
     Alte etnii (0,12%)
     Necunoscută (13,23%)
Componența confesională a comunei Târnova
     Ortodocși (57,26%)
     Penticostali (24,05%)
     Baptiști (3,43%)
     Adventiști (1,49%)
     Alte religii (0,32%)
     Necunoscută (13,44%)
Conform recensământului efectuat în 2021, populația comunei Târnova se ridică la 5.625 de locuitori, în scădere față de recensământul anterior din 2011, când fuseseră înregistrați 5.935 de locuitori. Majoritatea locuitorilor sunt români (75,98%), cu minorități de ucraineni (8,55%) și romi (2,12%), iar pentru 13,23% nu se cunoaște apartenența etnică. Din punct de vedere confesional, majoritatea locuitorilor sunt ortodocși (57,26%), cu minorități de penticostali (24,05%), baptiști (3,43%) și adventiști (1,49%), iar pentru 13,44% nu se cunoaște apartenența confesională.

## Politică și administrație
Comuna Târnova este administrată de un primar și un consiliu local compus din 15 consilieri. Primarul, Emilia Ignișca[*], de la Partidul Social Democrat, este în funcție din octombrie 2020. Începând cu alegerile locale din 2024, consiliul local are următoarea componență pe partide politice:
|  | Partid                           | Consilieri | Componența Consiliului | Componența Consiliului | Componența Consiliului | Componența Consiliului | Componența Consiliului | Componența Consiliului | Componența Consiliului | Componența Consiliului |
|  | -------------------------------- | ---------- | ---------------------- | ---------------------- | ---------------------- | ---------------------- | ---------------------- | ---------------------- | ---------------------- | ---------------------- |
|  | Partidul Social Democrat         | 8          |                        |                        |                        |                        |                        |                        |                        |                        |
|  | Partidul Național Liberal        | 5          |                        |                        |                        |                        |                        |                        |                        |                        |
|  | Uniunea Ucrainenilor din România | 1          |                        |                        |                        |                        |                        |                        |                        |                        |
|  | Alianța pentru Unirea Românilor  | 1          |                        |                        |                        |                        |                        |                        |                        |                        |

## Atracții turistice
- Situl arheologic "Cetatea Agrișu Mare" datată din secolul al XV-lea, situată pe "Dealul Cioaca" din satul Agrișu Mare
- Satul Chier - centru artizanal
- "Căsoaia", zonă turistică în satul Tărnova (sat de vacanță, tabără de sculptură și tabără școlară)
- Muzeul etnografic Dud - Satul Dud[8]

## Persoane născute aici
- Cornel Ardelean (1864 - 1937), deputat în Marea Adunare Națională de la Alba Iulia;
- Cornelia Bodea (1916 - 2010), istoric, profesor universitar și membru titular al Academiei Române;
- Lucian Cociuba (n. 1947), grafician;
- Florian Coldea (n. 1971), general, director interimar al SRI.